# Dinara
Dinara är en 100 km lång bergsrygg i Dinariska alperna, på gränsen mellan Kroatien och Bosnien-Hercegovina. Den har fyra huvudberg/toppar, från nordväst till sydost:
- Ilica eller Ujilica (1 654 m ö.h)
- Sinjal, ofta kallad Dinara (1 831 m ö.h), högsta berget i Kroatien
- Troglav (1 913 m ö.h), högsta toppen i kedjan
- Kamešnica, med toppen Konj (1 855 m ö.h)

Notera den dubbla betydelsen av namnet Dinara, som även givit hela bergskedjan Dinariska alperna dess namn.

Uppdelning av Dinariska alperna, med bergryggen Dinara identifierad som B8.

## Berget Dinara
Sinjal, ofta markerad som Dinara på kartor, är Kroatiens högsta berg och har en imponerande och flera hundra meter hög klippbrant mot sydväst, vilken syns prominent från den dalmatiska slätten nedanför. Detta förklarar varför berget Dinara, utan att ha högsta toppen, ändå givit sitt namn till hela bergsryggen. Namnet Dinara är också ursprunget till namnet på det mycket större bergområdet Dinariska alperna eller Dinariderna.

## Geologi
Såväl Dinara som Dinariska alperna består av karst av kalksten.

## Geografi
Trots den relativa närheten till Adriatiska havet råder ett kallare bergsklimat i området. Där finns inga fasta bosättningar. De närmaste större orterna är Knin och Sinj i Kroatien och Livno i Bosnien-Hercegovina.

## Fauna
Det finns en endemisk gnagare på Dinara. Den kallas dinarisk mus (Dolomys bogdanovi longipedis) och är en hotad underart till europeisk bergssork.